# أنس بن الحارث الكاهلي
أنس بن الحارث الكاهلي الأسدي (توفي في 61هـ/ 680 م) من أصحاب النبي محمد ومن أصحاب الحسين بن علي بن أبي طالب، شارك في غزوة بدر وغزوة حنين، وشارك في واقعة الطف وقتل بها. 

## نسبه
هو أنس بن الحارث بن نبيه بن كاهل بن عمرو بن صعب بن أسد بن خزيمة الأسدي الكاهلي.

## مقتله
إستشهد في موقعة كربلاء عام 61 هـ بعد أن قتل 18 رجلاً من جيش يزيد، وكان يقاتل وهو يقول:

## أقوال العُلماء فيه
- قال محمد بن إسماعيل البخاري (ت. 256 هـ): «أنس بن الحارث. قتل مع الحسين بن علي. سمع النبي صلى الله عليه وسلم».[4]
- قال ابن أبي حاتم (ت. 327 هـ): «أنس بن الحارث له صحبة قتل مع الحسين بن علي عليه السلام سمعت أبي يقول ذلك».[5]
- ذكر أبو القاسم البغوي أنس بن الحارث في جملة الصحابة.[6]
- قال ابن عبد البر (ت. 463 هـ): «أنس بن الحارث، روى عنه سليم والد الأشعث بن سليم عن النبي صلى الله عليه وسلم في قتل الحسين، وقتل مع الحسين رضي الله عنه».[7]